# Fanfare Ciocărlia

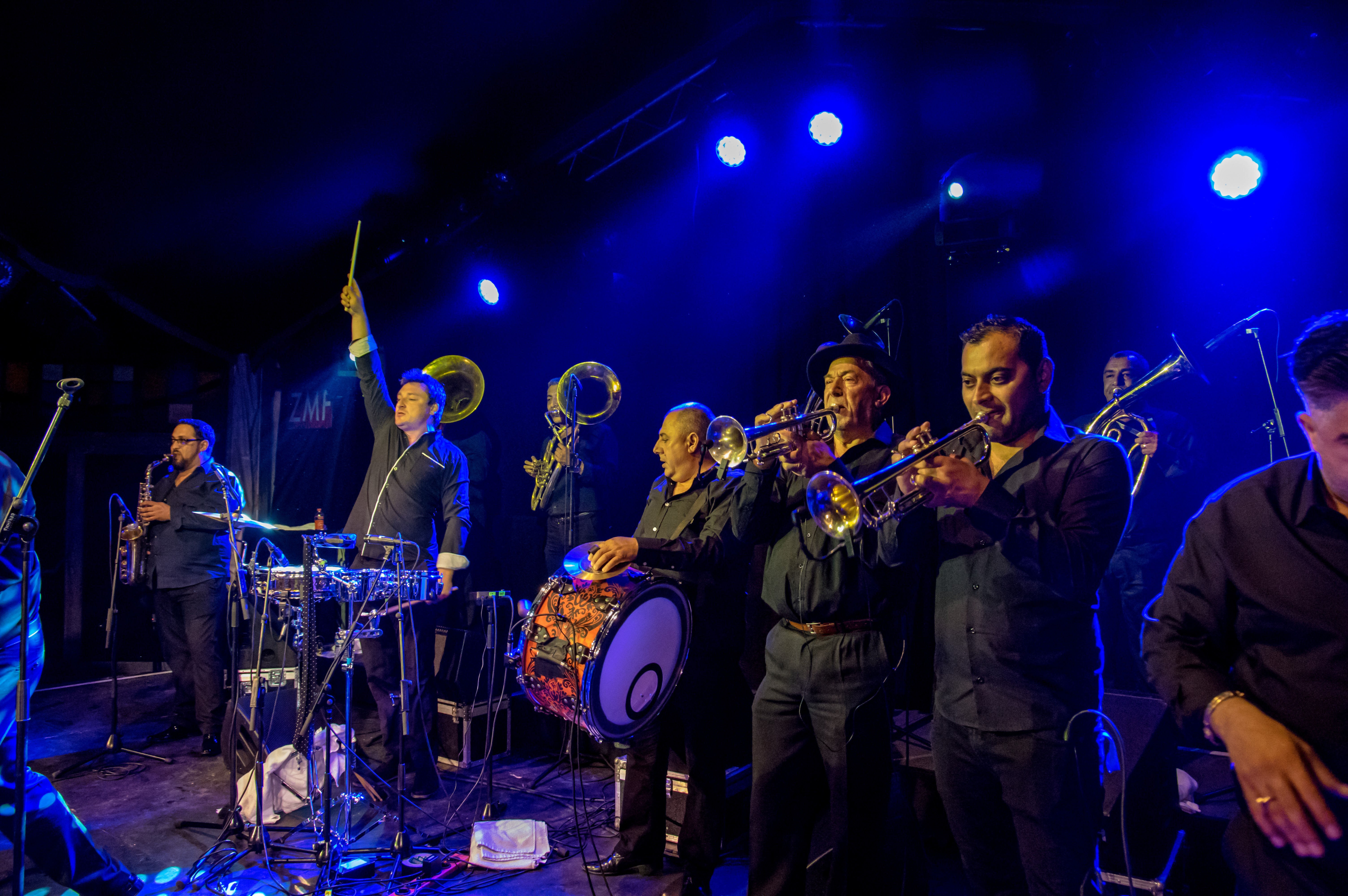
Fanfare Ciocarlia, Zelt-Musik-Festival w roku 2017 we Fryburgu Bryzgowijskim, Niemcy

Fanfare Ciocărlia (pisane też jako Ciocârlia) – orkiestra dęta pochodząca ze wsi Zece Prăjini w północno-wschodniej Rumunii. Członkowie zespołu zaczynali od grania na weselach i chrztach w pobliskich wioskach. W październiku 1996 roku niemiecki producent muzyczny Henry Ernst przybył do Zece Prăjini i namówił kilku tamtejszych muzyków do zrzeszenia się w zespół muzyczny. Zdecydowali się na nazwę Fanfare Ciocărlia – Fanfare to francuskie słowo, które przeszło do języka rumuńskiego i określa orkiestrę dętą, zaś Ciocărlia to rumuńskie słowo określające skowronka. Od czasu, gdy zostali odkryci przez Ernsta, który jest ich menedżerem, odegrali około tysiąca koncertów w pięćdziesięciu krajach świata.
Ich styl muzyczny pochodzi głównie od tradycji muzyki tanecznej romskiej i rumuńskiej, ale używają też elementów z muzyki tureckiej, bułgarskiej, serbskiej i macedońskiej. Słyną z szybkich i skomplikowanych rytmów, staccato na klarnecie i solo na saksofonie i trąbce, czasami przekraczających tempo 200 uderzeń na minutę.
W 2006 roku zespół otrzymał nagrodę BBC Radio 3 Awards for World Music w kategorii Europa.

## Członkowie
- Paul Marian Bulgaru – trąbka
- Constantin „Șulo” Călin – róg altowy, wokal
- Constantin „Pînca” Cântea – tuba
- Nicolae Ionița – perkusja
- Dan Ionel Ivancea – saksofon altowy, wokal
- Ioan Ivancea – klarnet, wokal (zmarł w październiku 2006)
- Laurențiu Mihai Ivancea – róg barytonowy
- Oprică Ivancea – klarnet sopranowy, saksofon altowy, wokal
- Rădulescu Lazăr – trąbka, wokal
- Costică „Cimai” Trifan – trąbka, wokal
- Monel „Gutzel” Trifan – tuba
- Costel „Gisniac” Ursu – bęben wielki

## Dyskografia

### CD
- Radio Pascani (1998)
- Baro Biao – World Wide Wedding (1999)
- Iag Bari – The Gypsy Horns From The Mountains Beyond (2001)
- Gili Garabdi – Ancient Secrets of Gypsy Brass (2005)
- Queens and Kings (2007)[1]
- Best of Gypsy Brass (2009)[2]
- Onwards to Mars (2016)[3]
- It wasn’t hard to love you (2021)[4]

### DVD
- Gypsy Brass Legends – The Story of the Band (2004)